# انتباه مشترك

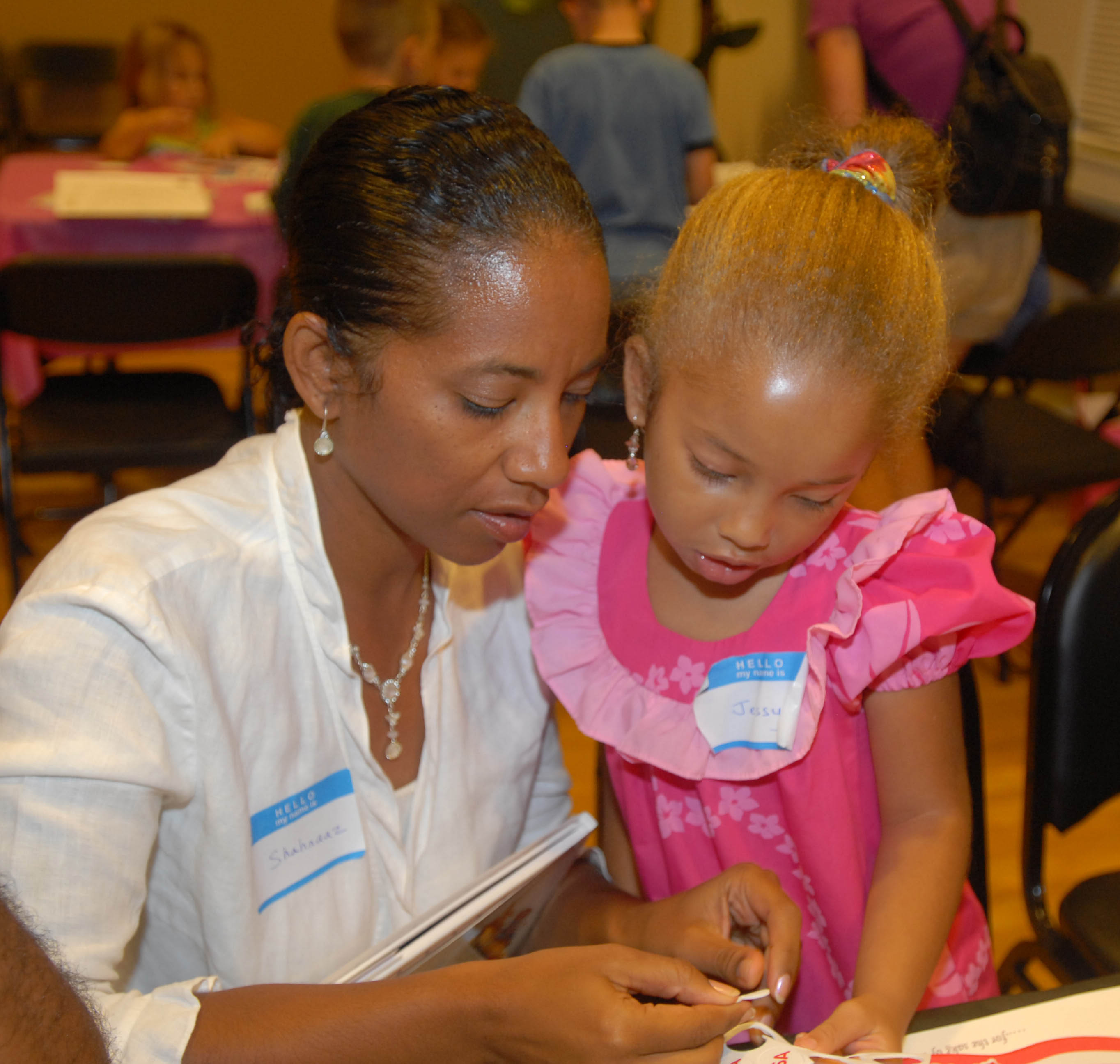

الانتباه المشترك هو التركيز المشترك لفردين على جسم معين. يتحقق الانتباه المشترك عندما يُنبه فرد فردًا آخر إلى شيء معين من خلال التحديق بالعين أو الإشارة أو المؤشرات الشفهية وغير الشفهية. ينظر فرد إلى فرد آخر ويشير إلى جسم ثم يعيد النظر إليه مرةً أخرى. كان سكايف وبيرنر أول باحثين يقدمان توصيفًا مستعرضًا لقدرة الأطفال على اللحاق بنظرة العين عام 1975. وجد الباحثان أن معظم الأطفال بعمر ثمانية إلى عشرة أشهر يتبعون خط نظر وأن الأطفال من عمر 11 إلى 14 شهر يقومون بالأمر ذاته. وضح هذا البحث المبكر أنه من الممكن للشخص البالغ إحضار عدة أجسام إلى بيئة الانتباه المحيطة بالرضيع من خلال نظرات العين.
يوضح البحث اللاحق أن هناك مهارتين مهمتين في الانتباه المشترك تتبعان نظر العين وتحديد النية. القدرة على مشاركة النظرة مع فرد آخر هي مهارة مهمة في تحديد المرجع. تُعد القدرة على تحديد النية مهمةً في قدرة الطفل على تعلم اللغة وتوجيه انتباه الآخرين. الانتباه المشترك مهم للعديد من جوانب تطوير اللغة بما في ذلك الفهم والإنتاج وتعلم الكلمة. توفر حلقات الانتباه المشترك للأطفال معلومات حول بيئتهم، ما يتيح للأفراد تحديد مرجع من اللغة المنطوقة وتعلم الكلمات. يتأثر التطور الاجتماعي-العاطفي والقدرة على المشاركة في العلاقات الطبيعية أيضًا بقدرات الانتباه المشترك. قد تتأثر القدرة على إثارة الانتباه المشترك بشكل سلبي بالصمم والعمى واضطرابات النمو مثل التوحد.
تُظهر حيوانات أخرى مثل القردة العليا وانسان الغاب وقرود الشمبانزي والكلاب والخيول أيضًا بعض عناصر الانتباه المشترك.

## البشر

### مستويات الانتباه المشترك
يُعد تحديد مستويات الانتباه المشترك مهمًا في تحديد ما إذا كان الأطفال منخرطين في الانتباه المشترك المناسب لعمرهم. هناك ثلاثة مستويات من الانتباه المشترك: تكاملي ثلاثي وتكاملي ثنائي والنظرة المشتركة.
الانتباه المشترك التكاملي الثلاثي هو أعلى مستويات الانتباه المشترك ويتضمن فردين ينظران إلى جسم واحد. يجب على كل فرد أن يفهم أن الفرد الآخر ينظر إلى نفس الجسم ويدرك أن هناك عنصرًا من الانتباه المشترك. ولكي يصنف مثال على ممارسة اجتماعية على أنه انتباه مشترك تكاملي ثلاثي، فإن الأمر يتطلب أن ينتبه فردان على الأقل لجسم ما، أو أن يصبا تركيزهما على بعضهما البعض. وإضافةً إلى ذلك، يجب أن يُظهر الفرد وعيًا أن التركيز مشترك بين نفسه أو نفسها وبين الفرد الآخر. يُحدد الانتباه التكاملي الثلاثي بنظرة الفرد اللاحقة إلى الفرد الآخر بعد النظر إلى الجسم.
الانتباه المشترك التكاملي الثنائي هو سلوك شبيه بالمحادثة ينخرط فيه الأفراد، ويصح ذلك بشكل خاص للبالغين والرضع الذين يبدأون هذا السلوك في عمر شهرين. يتناوب الكبار والرضع على تبادل تعبيرات الوجه والضوضاء، وفي حالة الكبار، الكلام.
تحدث النظرة المشتركة عندما ينظر شخصان ببساطة إلى جسم ما. النظرة المشتركة هي أدنى مستوى من الانتباه المشترك.
يجب على الأفراد الذين يشاركون في الانتباه المشترك التكاملي الثلاثي أن يفهموا كل من النظرة والنية لإنشاء مرجع مشترك. تشير النظرة إلى فهم الطفل للعلاقة بين النشاط العقلي وبين الفعل البدني للرؤية، وتشير النية إلى قدرة الطفل على فهم هدف العمليات العقلية لشخص آخر.

### النظرة
يجب على الفرد المنخرط في الانتباه المشترك إنشاء مرجع. يعد اتباع النظرة أو الإجراءات التوجيهية (مثل التأشير) للآخرين طريقة شائعة لتأسيس مرجع. لكي يفهم الفرد أن النظرة التالية تحدد المرجع يجب على الفرد أن يعرض:
- الاعتراف بأن النظر هو سلوك مقصود موجه إلى أشياء وأحداث خارجية. تخدم النظرة التالية الغرض من إنشاء مرجع.
- فهم أن النظر يؤدي إلى تجربة عقلية لرؤية كائن أو حدث.
- الاعتراف بأن العيون هي المسؤولة عن الرؤية.
- الاعتراف بأن الآخرين يتشاركون في القدرة على رؤية الأشياء.
- الاعتراف أن فهم اتجاه الصوت يساعد في تحديد ما إذا كان المتحدث يتحدث/تتحدث إليه وما الذي يشير/تشير إليه أو يركز/تركز عليه.[7]

تصبح النظرة أكثر تعقيدًا مع تقدم العمر والممارسة. مع تزايد التعقيد في النظرة، يصبح الأفراد أكثر قدرة على تمييز ما يشير إليه الآخرون. الانتباه المشترك مهم أيضًا للتعلم الاجتماعي. تعكس النظرة التالية نوعًا من التوجيه قائمًا على التوقع والذي يُلفت فيه انتباه الفرد عن طريق دوران الرأس أو دوران العين. يُحفز الأفراد على متابعة نظرة الآخرين والانخراط في الانتباه المشترك لأن النظرة هي إشارة تؤدي إلى أحداث معينة.

### النية
تُعد القدرة على تحديد النية أمرًا بالغ الأهمية للانتباه المشترك. عندما يفهم الأفراد أن الآخرين لديهم أهداف ونوايا وحالات انتباه، يكونون قادرين على الدخول في انتباه الآخرين وتوجيههم. يُعزز الانتباه المشترك ويُحافظ على التبادلات التكاملية الثنائية والتعلم عن طبيعة الشركاء الاجتماعيين. تُعد القدرة على الانخراط في الانتباه المشترك أمرًا بالغ الأهمية لتطوير اللغة.
يعرض الأفراد الذين ينفذون أفعالهم بتعمد انتظامًا في سلوكهم. يحدد الأفراد الأجسام بعيونهم، ويتجهون نحو الجسم، ثم يستخدمون أيديهم للاتصال بالجسم ومعالجته. التغيير في اتجاه النظرة هو أحد الإشارات السلوكية العديدة التي يستخدمها الأفراد مع التغييرات في عروض الوجه والصوت ووضع الجسم لوضع علامة على نية التصرف في جسم ما. الأفراد الذين يسعون أو يتبعون تركيزًا مشتركًا من الانتباه يظهرون أن ما هو في وعيهم هو أيضًا في وعي الآخر. وهم يعتقدون أنهم يختبرون نفس العالم مثل الآخرين.
الانتباه المشترك يلعب دورًا هامًا في تطوير نظرية العقل. تعتبر نظرية العقل والانتباه المشترك من العوامل المهمة لفهم تطور النشاط العقلي لفرد آخر بشكل كامل.

### فهم اللغة
تعتمد قدرة الأطفال على استخراج المعلومات من بيئتهم على فهم السلوكيات المتعمدة مثل الإشارة. توفر حلقات الانتباه المشترك للأطفال قدرًا كبيرًا من المعلومات حول الأشياء من خلال تحديد المرجع والنية. يحدث الانتباه المشترك داخل بيئات معينة، وتوفر العناصر والأحداث في تلك البيئة سياقًا يمكّن الطفل من ربط المعنى بلفظ معين. الانتباه المشترك يجعل الجوانب ذات الصلة من السياق بارزة، ومساعدة الأطفال على فهم ما يحدث.

### إنتاج اللغة
تتعلق البيئة الاجتماعية للرضيع بتطوره اللغوي لاحقًا. ترتبط الكلمات الأولى للأطفال ارتباطًا وثيقًا بتجربتهم اللغوية المبكرة. بالنسبة للأطفال ذوي المهارات اللغوية النامية عادةً، هناك تطابق وثيق بين خطاب الأم وبيئتهم: يُربط ما يصل إلى 78% من خطاب الأم مع الجسم الذي يركز عليه الطفل. يُطابق 50% فقط من خطاب الأم، عند الأطفال الذين يعانون من تأخر نمو اللغة، مع الجسم الذي يركز عليه الطفل. من المرجح أن ينخرط الأطفال في انتباه مشترك عندما يتحدث الوالد عن شيء يهتم به الطفل بدلاً من جسم خارج انتباه الطفل. يساعد هذا المستوى المتزايد من الانتباه المشترك في تشجيع التطور اللغوي الطبيعي، بما في ذلك فهم الكلمات والإنتاج. عندما يكون الانتباه المشترك حاضرًا، فإنه يلعب دورًا هامًا في تعلم الكلمات، وهو جانب حاسم في تطوير اللغة.

### العلافة بالتطوير السوسيوعاطفي
الانتباه المشترك والقدرة على الانتباه بجانب من جوانب البيئة أمر أساسي للعلاقات الطبيعية التي تعتمد على تبادل الخبرات والمعرفة. الأطفال متحمسون للغاية لتبادل الخبرات. إن الدافع لدى الرضيع للانخراط في الانتباه المشترك قوي بما فيه الكفاية بحيث يتحول الرضع طوعًا عن المعالم المثيرة للانتباه للانخراط في الانتباه المشترك مع الآخرين.
يحتاج الأطفال، كما هو موضح في نظرية التعلق، إلى تطوير علاقة مع مقدم الرعاية الأساسي لتحقيق نمو اجتماعي وعاطفي طبيعي. قد يكون الانتباه المشترك جزءًا رئيسيًا من القدرة على تطوير هذه العلاقة. يخدم الانتباه المشترك، بالإضافة إلى تطور اللغة، وظيفة إعداد الأطفال الرضع للبنى الاجتماعية الأكثر تعقيدًا والمشتركة في محادثة البالغين. مهارات الأطفال في البدء والاستجابة للانتباه المشترك تتنبأ بكفاءتهم الاجتماعية في سن 30 شهرًا. تُشير الابتسامة المرتقبة (وهي مستوى منخفض من الانتباه المشترك تتضمن الابتسامة لكائن معين ثم تحوّل الابتسامة إلى الشريك التواصلي) بعمر 9 أشهر بشكل إيجابي إلى نتائج الكفاءة الاجتماعية المصنفة من قبل الوالدين بعمر 30 شهرًا عند الرضع. تمثل قدرات الانتباه المشترك المبكرة الاختلافات في القدرات الاجتماعية والعاطفية في الوقت اللاحق من الحياة.